# Лібія світлокрила
Лібія світлокрила (Lybius vieilloti) — вид дятлоподібних птахів родини лібійних (Lybiidae).

## Поширення
Вид поширений на південному краю пустелі Сахара від Сенегалу до Ефіопії. Мешкає у лісистій савані, в галерейних лісах та на узліссях.

## Опис
Дрібний птах, завдовжки 15 см. Це пухкий птах, з короткою шиєю, великою головою і коротким хвостом. Він має червону голову, а шия і груди — це суміш червоного і білого. Спина та крила темно-коричневі, крім жовтої смужки внизу спини. Живіт і боки жовтуваті з темними плямами. Дзьоб товстий і темно-сірий.

## Спосіб життя
Трапляється поодиноко або парами на деревах біля води. Птах живиться комахами і плодами. Сезон розмноження триває у квітні-липні. Гніздиться у дуплах дерев. Відкладає два-чотири яйця. Інкубація триває 12-15 днів.